# Ферма балерини
Ферма балерини (англ. Ballerina Farm) — ферма в Камесі, штат Юта, а також в соцмережах — ім'я інфлюенсерки Ханни Нілман (нар. 25 червня 1990 року), відомої публікаціями про ведення домашнього господарства, сільське господарство та виховання восьми дітей. Ферма продає яловичину, свинину, хлібобулочні вироби, товари для дому та імпортні продукти. У 2024 році Медісон Малоун Кірчер написала в The New York Times, що «Ферма балерини» — це «стільки ж бренд, як і людина», і описала його як «здоровий і буколічний». Нілман асоціюється з естетикою традиційної дружини.

## Соціальні мережі
Станом на 2024 рік облікові записи «Ферми балерини» у соціальних мережах зросли до понад 8,6 мільйонів підписників в Instagram і 6,9 мільйонів у TikTok, стартувавши з 200 000 підписників у Instagram у 2021 році. Ханна публікує відео, як доїть свою корову на ім'я Тюльпан, готує, доглядає дітей, п'є сире й непастеризоване молоко та доглядає за фермою. Вона часто пече хліб у зеленій печі під назвою Агнес, яку вона знайшла на Craigslist. Ханна часто носить квітчасті сукні та спідниці, а її естетику порівнюють з естетикою «Маленького будиночку у прерії». Її називали традиційною дружиною, хоча в 2024 році Ханна сказала, що не знайома з цим терміном.
21 січня 2024 року, менш ніж через два тижні після народження своєї восьмої дитини, Ханна Нілман брала участь у міжнародному конкурсі «Місис Світу».
The New York Times писала, що «Ферма балерини» була «одночасно однією з найпопулярніших зірок соціальних медіа в країні та громовідвідом для критики». Ханну Нілман критикували за те, що вона не показувала публічно найнятих працівників ферми та не визнавала фінансові привілеї сім'ї. Глядачі припустили, що сім'я, ймовірно, живе не за рахунок прибутку від ферми, і зазначили, що піч у їхньому домі, яку, за словами Ханни, вона придбала вживаною, продається приблизно за 20 000 доларів, а їхня нерухомість продавалася за ціною 2,75 мільйона доларів, коли вони її придбали в 2018 році.
Деніел Нілман публікує публікації в Instagram на акаунті @HogFathering. Акаунт опублікував спонсорований пост для FedEx, у якому показано, як Ханна відправляє м'ясо з ферми на Гаваї, щоб сім'я могла з'їсти його у відпустці.

## Ферма
Ферма — це ранчо площею 328 акрів, яке Ханна та Деніел Нілман придбали в 2018 році. Ханна Нілман називає себе засновником і виконавчим директором ферми.
У 2020 році Ханна відмітила зростання онлайн-продажів м'яса з ферми. Крім того, на веб-сайті ферми продаються продукти як з ферми, так і імпортовані, включаючи яловичину, свинину, а також хлібобулочні вироби, закваску, товари для дому та квіти, вирощені в Еквадорі. У 2024 році Ханна Нілман повідомила, що «Ферму балерини» планують розширити, щоб додати виробництво молочних продуктів, магазин і кафе.

## Особисте життя
Ханна Нілман виросла в мормонській родині з дев'ятьма дітьми в Спрінгвіллі, штат Юта. Її родина володіла квітковим магазином. У 14 років вона відвідувала літню балетну програму Джульярдської школи. У 16 років вона отримала стипендію на програму театрального балету Університету Брігама Янга; вона закінчила навчання балету в Джульярдській школі в Нью-Йорку. Ханна познайомилася з Деніелом Нілманом, який родом з Коннектикуту і навчався в Університеті Бригама Янга, коли вона була в Юті під час університетських канікул до Дня подяки. Деніел є сином Девіда Нілмана, який заснував п'ять авіакомпаній, у тому числі JetBlue, і очолював спроби зробити TAP Air Portugal приватною. Деніел також є мормоном і виріс у родині з десятьма дітьми. Пара заручилася лише через три тижні знайомства. Ханна сказала, що вона перша студентка Джульярдського університету «в сучасній історії», яка була вагітна.
Подружжя провело кілька років у Бразилії, де Деніел працював директором компанії «Vigzul», що займалася домашньою охороною, яку заснував його батько. Повернувшись до Сполучених Штатів, Деніел навчався в бізнес-школі в Університеті Юти, одночасно працюючи в раді директорів іншої охоронної компанії. Вони витратили три роки на пошуки сільськогосподарських угідь і спочатку придбали іншу ферму в 2017 році. Потім вони придбали «ферму балерини» в 2018 році.
Ханна Нілман розповіла The New York Times, що сім'я наймає працівників на ферму, особистого помічника, вчителя для домашнього навчання п'ятьох дітей шкільного віку та, час від часу, няню. Ханна і Деніел мають восьмеро дітей, трьох синів і п'ятьох дочок. Вони є членами Церкви Ісуса Христа Святих останніх днів. Нілман асоціюється з рухом традиційних дружин, але не використовує цей термін і не ототожнює себе з ним сильно.

## Конкурси краси
Ханна Нілман брала участь у конкурсі «Міс Нью-Йорк», будучи студенткою балету Джульярдської школи. Вийшовши заміж і народивши дітей, вона брала участь у конкурсі «Місіс Америка» і отримала титул «Місіс Юта» у 2021 році. У 2023 році вона змагалася як «Місіс Південна Дакота» та отримала звання «Місіс Американка» (що є окремим конкурсом від конкурсу «Місіс Америка», хоча обидва проводяться Елейн Мармел, яка також очолює конкурс «Місис Світу»). Вона з'явилася на сцені в Лас-Вегасі менш ніж через два тижні після народження восьмої дитини. Її відповідь на запитання про розширення прав і можливостей жінок привернула увагу консервативних ЗМІ: «Після того, як я тримаю цю новонароджену дитину на руках … відчуття материнства та принесення їх на землю — це найбільше почуття, яке надихає мене, яке я коли-небудь відчувала».